# 肯塔基鎮區 (阿肯色州懷特縣)
肯塔基鎮區（英語：Kentucky Township）是位於美國阿肯色州懷特縣的一個行政鎮區。

## 地方資料
肯塔基鎮區的面積為91.08平方千米，當中陸地面積為90.99平方千米，而水域面積為0.09平方千米。根據2010年美國人口普查的數據，當地共有人口1328人，而人口密度為每平方千米14.58人。